# Jerzy Nawrocki (informatyk)
Jerzy Ryszard Nawrocki (ur. 2 lipca 1956 w Wałczu) – polski inżynier informatyk, profesor nauk technicznych. Specjalizuje się w inżynierii oprogramowania. Samodzielny pracownik naukowy na Wydziale Informatyki Politechniki Poznańskiej, a także jego dziekan w latach 2008–2016.

## Życiorys
Studia wyższe odbył na Politechnice Poznańskiej uzyskując tytuł zawodowy magistra inżyniera w 1980 roku, gdzie następnie został zatrudniony i awansował wielokrotnie. Stopień naukowy doktora uzyskał w 1984, habilitował się 10 lat później, na podstawie oceny dorobku naukowego i dysertacji pt. Projektowanie i optymalizacja dynamicznego przydziału pamięci dla systemów czasu rzeczywistego.
Członek towarzystw naukowych i technicznych: Polskiego Towarzystwa Informatycznego (od 1984, w latach 1994–1997 szef oddziału poznańskiego), ACM Sigplan (od 1993), European Association for Programming Languages and Systems (EAPLS, od 1997), IEEE Computer Society (od 1994), Association for Computing Machinery oraz Komitetu Informatyki PAN.
Autor skryptu dla studentów pt. Programowanie komputerów IBM PC w języku Asemblera metodą systematyczną (wyd. PP 1991). Artykuły publikował w takich czasopismach jak m.in. „Information Processing Letters”, „Advances in Software Engineering Techniques”, „Information and Software Technology” oraz „Computing and Informatics”.